# Sylwester Czopek
Sylwester Mirosław Czopek (ur. 1 lipca 1958 w Bełżycach) – polski archeolog, muzealnik i nauczyciel akademicki, profesor nauk humanistycznych, w latach 2015–2016 p.o. rektora, a w latach 2016–2024 rektor Uniwersytetu Rzeszowskiego.

## Życiorys
Ukończył Liceum Ogólnokształcące w Lubartowie (1977), następnie studia archeologiczne na Wydziale Humanistycznych Uniwersytetu Marii Curie-Skłodowskiej w Lublinie (1981). W 1989 doktoryzował się w Instytucie Historii Kultury Materialnej Polskiej Akademii Nauk. Stopień doktora habilitowanego uzyskał w 1997 na Uniwersytecie Jagiellońskim na podstawie rozprawy zatytułowanej Grupa tarnobrzeska nad śr. Sanem i dolnym Wisłokiem – studium osadniczo-kulturowe. W 2003 otrzymał tytuł profesora nauk humanistycznych.
Od 1981 zawodowo związany z Rzeszowem. Do 2008 pracował w tamtejszym Muzeum Okręgowym, m.in. od 1991 jako jego dyrektor. W 1997 rozpoczął pracę akademicką w Wyższej Szkole Pedagogicznej, na bazie której w 2001 powstał Uniwersytet Rzeszowski. Był współtwórcą i dyrektorem Instytutu Archeologii na tej uczelni, w latach 2008–2012 zajmował stanowisko dziekana Wydziału Socjologiczno-Historycznego, w 2012 został prorektorem UR ds. nauki. W 2015 objął funkcję p.o. rektora tej uczelni. 22 marca 2016 wybrany na rektora tej uczelni na kadencję 2016–2020. W kwietniu 2020 uzyskał reelekcję na drugą kadencję na tym stanowisku.
Jest autorem, współautorem i redaktorem licznych prac naukowych z zakresu archeologii, w tym autorem dziewięciu książek. Powoływany w skład rad i kolegiów redakcyjnych periodyków branżowych, tj. „Acta Archaeologica Carpathica”, „Sprawozdania Archeologiczne”, „Materiały
Archeologiczne” i innych. Został członkiem Komisji Prehistorii Karpat PAU oraz Komitetu Nauk Pra- i Protohistorycznych PAN. Członek krajowy korespondent, a następnie członek krajowy czynny Wydziału II Historyczno-Filozoficznego PAU. Specjalizuje się w zagadnieniach archeologii powszechnej epoki brązu i wczesnej epoki żelaza.

## Odznaczenia i wyróżnienia
W 2011 został przez prezydenta Bronisława Komorowskiego odznaczony Krzyżem Kawalerskim Orderu Odrodzenia Polski. W 2004 otrzymał Złoty Krzyż Zasługi. Odznaczony także Brązowym (2005) i Srebrnym (2010) Medalem „Zasłużony Kulturze Gloria Artis”. W 2017 otrzymał Złoty Medal Akademii Polskiego Sukcesu.
W 2018 wyróżniony tytułem honorowego obywatelstwa Rzeszowa.

## Wybrane publikacje książkowe
- Południowo-wschodnia strefa kultury pomorskiej, Rzeszów 1992
- Sépultures à inhumation de la première phase du groupe de Tarnobrzeg en Pologne sud-est (z Ewą Szarek-Waszkowską), Warszawa 1993
- Ceramika rzeszowska, XIV–XVIII wiek (z Antonim Lubelczykiem), Rzeszów 1993
- Początki sąsiedztwa. Pogranicze etniczne polsko–rusko–słowackie w średniowieczu. Materiały z konferencji, Rzeszów 9–11 V 1995 (red., z Michałem Parczewskim), Rzeszów 1996
- Grupa tarnobrzeska nad środkowym Sanem i dolnym Wisłokiem. Studium osadniczo-kulturowe, Rzeszów 1996
- Kamień-brąz-żelazo. Zarys archeologii Polski południowo-wschodniej, Rzeszów 1998
- Pradzieje Polski południowo-wschodniej, Rzeszów 1999
- Wstęp do muzealnictwa i konserwatorstwa archeologicznego, Rzeszów 2000
- Od epoki kamienia do wczesnej epoki żelaza, Rzeszów 2007
- Tarnobrzeska kultura łużycka. Źródła i interpretacje, Rzeszów 2009
- Autostradą w przeszłość. Katalog wystawy = Motorway to the Past: Exhibition Catalogue (red.), Rzeszów 2011
- Hic mortui vivunt. Z badań nad archeologią funeralną, Rzeszów 2012
- Przemiany kulturowo-osadnicze w dorzeczu rzeki Wiszni w epoce brązu i we wczesnej epoce żelaza w kontekście zmian prahistorycznej i wczesnohistorycznej ekumeny = Культурно-поселенські зміни в басейні річки Вишня в епоху бронзи і за доби раннього заліза в контексті змін доісторичної і ранньосередньовічної ойкумени (z Katarzyną Trybałą-Zawiślak i in.), Rzeszów 2018